# 사사오카촌 (니가타현 기타칸바라군)
사사오카촌(笹岡村)은 니가타현 기타칸바라군에 있던 촌이다. 

## 역사
- 1889년 4월 1일 - 정촌제 시행에 수반해 기타칸바라군 사사오카촌이 성립하였다.
- 1956년 9월 30일 - 가미야마촌과 합병해, 사사카미촌이 되어 소멸하였다.

## 참고문헌
- 『市町村名変遷辞典』東京堂出版、1990年。